# 가이부쓰
〈가이부쓰〉(일본어: 怪物, 영어명 〈Monster〉)는 일본의 음악 유닛인 요아소비(YOASOBI)가 작곡, 녹음한 노래이다. 2021년 1월 6일 단독 디지털 싱글 형태로 발매했으며, 같은 날 일본 소니 뮤직 엔터테인먼트를 통해 데뷔 EP인 《The Book》의 싱글로도 발매되었다. 2021년 3월 24일에는 《가이부쓰/야사시 스이세이》(怪物/優しい彗星)라는 더블 A사이드 CD 싱글로도 발매되었다. 텔레비전 애니메이션 시리즈인 《BEASTARS》의 2기 오프닝곡으로 쓰였다.

## 배경과 발매
제목인 〈가이부쓰〉는 일본어로 괴물을 뜻하는 것으로. 2020년 11월 5일 요아소비는 텔레비전 애니메이션 시리즈인 《BEASTARS》의 오프닝 테마곡인 〈가이부쓰〉를 작사, 작곡하고 있다고 밝혔다. 〈가이부쓰〉는 이타가키 파루가 작가, 일러스트레이터를 맡은 BEASTARS의 외전 만화 소설인 《자기 가슴에 자기 귀를 대고》(일본어: 自分の胸に自分の耳を押し当てて 지분노 무네니 지분노 미미오 오시아테[*])에 기반을 두었다고 말했다.
2021년 1월 6일에는 디지털로 발매되었고, 3월 24일에는 다른 싱글 작품이자 《BEASTARS》의 엔딩 테마곡인 〈야사시 스이세이〉와 함께 《가이부쓰/야사시 스이세이》라는 이름의 더블 A사이드 CD 싱글로도 발매되었다. 단독 싱글은 한정판(애니메이션 버전)과 요아소비의 공식 팬클럽 웹사이트인 "클럽 요아소비" 회원만 구매할 수 있는 팬클럽 한정판 2가지 형태로 발매되었다. 두 한정판 버전 모두 오리지널 곡, TV 버전 커팅곡, BEASTARS의 크레딧 없는 오프닝과 엔딩 영상으로 구성되어 있다. 팬클럽 한정판에는 이와 더불어 〈다분〉(たぶん)과 〈아노 유메오 나조테〉(あの夢をなぞって)의 어쿠스틱 어레인지 세션곡도 수록되어 있다. 팬클럽 한정판 2곡은 2021년 12월 1일 발매된 두 번째 EP인 《The Book 2》에 수록되었다.
2021년 7월 27일, 요아소비는 자신의 라디오 쇼인 《요아소비 올나잇 닛폰 X》에서 〈Monster〉라는 제목으로 영어판 가이부쓰 곡을 뮤직비디오와 함께 공개, 발매할 것이라고 발표했고, 쇼에서 동시에 처음으로 풀버전 곡도 송출하였다. 요아소비의 〈밤을 달리다〉(요루니카케루), 〈산겐쇼쿠〉(RGB)에 이은 3번째 영어 번안곡이다. 11월 12일에는 〈Monster〉가 요아소비의 첫 영어판 EP인 《E-Side》에 수록되었다.

## 가사와 작곡
〈가이부쓰〉는 코러스가 귀에 잘 들어오는 경쾌하면서도 빠른 곡조의 곡으로, 어두운 일렉트로 느낌의 특징적인 음색을 가지고 있다. 작곡가인 요아소비의 Ayase는 애니메이션 BEASTARS에서 생명의 죽음에 다가가는 진지한 휴먼드라마의 '어두움'을 표현하기 위해 빌리 아일리시의 노래인 〈Bad Guy〉를 대표로 어두운 분위기의 음악들을 참고했으며, 보컬의 목소리도 거리감을 가깝게 만들기 위해 입체적으로 울리는 보컬을 구현했다고 밝혔다. 또한 초반에는 음의 갯수를 적게 사용해 반복적이면서도 질주감 있는 밴드음에 옛 애니메이션을 참고한 멜로디를 실어 작곡가인 Ayase 스스로가 생각하는 "애니메이션 음악" 다운 표현을 만들어 보았다고 말했다.
전체적인 가사 내용은 잔인한 세상에서 초식 동물과 공존하러는 육식 동물의 이야기를 담고 있다. 비현실적이라고 하지만 상대 초식 동물을 보호하러는 내용으로 애니메이션 시리즈인 BEASTARS의 내용과도 맞닿아 있다. 곡은 분당 170 BPM이며, 올림다장조(C♯ Major) 성조이며 총 러닝타임은 3분 26초이다.

## 뮤직 비디오
〈가이부쓰〉의 뮤직 비디오(MV)는 2021년 1월 13일 미쓰즈미 리나 감독, 2D 애니메이션 담당 오니시 가오리, 모션 그래픽 담당 마쓰다 준과 카푸의 제작으로 유튜브에 공개되었다. 뮤직 비디오의 내용은 전반적으로 어두운 배경에 BEASTARS의 본편 세계관을 충분히 표현한 콜라보레이션 MV로, 메인 캐릭터인 '레고시'가 겪는 갈등과 결단력을 보여준다. 뮤직 비디오는 2021년 6월 22일 1억 조회수를 돌파하였다.

## 비평
미국의 잡지인 타임 지에서는 〈가이부쓰〉를 2021년 10대 베스트 송에서 5위로 선정하여 일본 작곡가 노래 중 유일하게 베스트 노래에 들었다. 타임지는 〈가이부쓰〉를 "거대한 팝 후크와 격양적인 매스락 리프"를 "아주 매끄럽게" 통합시켰으며, "재즈 분위기의 반음계적 진행"에 "매끄러운 EDM식 드롭"이 어울렸다고 평가했다. 또한 비평가들은 노래가 '희망'과 함께 '웅장한 자연'을 보여주었으며 애니메이션 BEASTARS의 주제곡으로 선정되기에 놀랄 것 없이 당연하다고 평가하였다.

## 라이브 공연 및 커버, 게임 수록
2021년 2월 14일 요아소비는 첫 온라인 콘서트인 "KEEP OUT THEATER"에서 5번째 곡으로 〈가이부쓰〉를 라이브 공연에서 초연하였다. 12월 30일에는 제63회 일본 레코드 대상에서 요아소비 듀오가 〈야사시 스이세이〉, 〈모시모 이노치가 에가케타라〉(もしも命が描けたら)와 함께 〈가이부쓰〉 라이브 공연을 보여주며 TV 데뷔 무대를 가졌다.
2021년 2월 4일 일본 가수 스즈키 마사유키는 2월 23일 발매 예정인 35주년 기념 앨범 《디스커버 재팬 DX》의 프로모션 싱글로 〈가이부쓰〉 커버곡을 발매하였다.
Poppin'Party의 토야마 카스미(아이미 성우)는 Ayase와 제휴하여 2021년 11월 30일 리듬 게임 BanG Dream! Girls Band Party!에 〈가이부쓰〉 커버곡을 수록하였다.
2021년 12월 23일에는 KONAMI의 리듬 게임 비트매니아 IIDX 29 CastHour에 후쿠무로 다쓰야(Nhato)가 리믹스한 Nhato feat. ricono 버전 곡을 수록하였다.
리듬 게임 그루브 코스터에 〈가이부쓰〉 원곡이 수록되었다.

## 판매 실적
2021년 4월 14일 공개된 빌보드 재팬 스트리밍 송에서 8,042,691회 재생을 기록하며 스트리밍 누계 재생 횟수가 1억회를 돌파하였다. 차트 14주차에 1억회 재생을 달성하며 〈밤을 달리다〉가 달성한 18주차 1억회 재생 달성 기록을 경신하였다.
| 국가                                                     | 인증     | 판매량/출하량 |
| -------------------------------------------------------- | -------- | ------------- |
| 일본 (RIAJ)                                              | 플래티넘 | 250,000*      |
| 스트리밍                                                 |          |               |
| 일본 (RIAJ)                                              | 플래티넘 | 100,000,000   |
| *판매량을 기반으로 한 인증 · 스트리밍을 기반으로 한 인증 |          |               |

## 시상
| 시상                        | 년도 | 부문                             | 결과 | Ref.   |
| --------------------------- | ---- | -------------------------------- | ---- | ------ |
| 크런치롤 아니매 대상        | 2022 | 최고의 오프닝 시퀀스             | 후보 | [ 29 ] |
| 일본 골드 디스크 대상       | 2022 | 다운로드 기준 올해의 노래 (일본) | 수상 | [ 30 ] |
| 일본 골드 디스크 대상       | 2022 | 다운로드 기준 베스트 5           | 수상 | [ 30 ] |
| 일본 골드 디스크 대상       | 2022 | 스트리밍 기준 오해의 노래 (일본) | 수상 | [ 30 ] |
| 일본 골드 디스크 대상       | 2022 | 스트리밍 기준 베스트 5           | 수상 | [ 30 ] |
| SEMJ 레이와 3년 아니메 대상 | 2022 | 아티스트 송                      | 수상 | [ 31 ] |

| 비평/출판사 | 부문                    | 순위 | Ref.   |
| ----------- | ----------------------- | ---- | ------ |
| 타임 지     | 2021년 올해의 베스트 10 | 5    | [ 20 ] |

## 차트
〈가이부쓰〉는 2021년 1월 18일 빌보드 재팬 핫 100에서 14위로 처음 올라섰으며, CD 싱글 판매를 시작한 3월 31일에는 차트 2위에 올라섰다. 빌보드 글로벌 200에서도 최고 87위로 올라섰으며, 2021년 1월 30일 빌보드 글로벌 익스클루시브 US에서는 39위에 올라섰다.
2020년 11월 23일부터 2021년 5월 22일까지 집계한 빌보드 재팬의 틱톡 2021년 상반기 음악 랭킹에도 일본 음악 부문 14위에 올라섰다.
| 차트 (2021)                       | 최고 순위 |
| --------------------------------- | --------- |
| 글로벌 200 (빌보드)               | 87        |
| 일본 (재팬 핫 100)                | 2         |
| 일본 핫 애니메이션 (빌보드 재팬)  | 1         |
| 일본 (오리콘)                     | 2         |
| 일본 혼성 싱글 (오리콘)           | 2         |
| 미국 월드 디지털 송 세일 (빌보드) | 12        |

| 차트 (2021)               | 최고 순위 |
| ------------------------- | --------- |
| 일본 디지털 싱글 (오리콘) | 11        |

| 차트 (2021)   | 순위 |
| ------------- | ---- |
| 일본 (오리콘) | 7    |

| 차트 (2021)                      | 순위 |
| -------------------------------- | ---- |
| 글로벌 200 (빌보드)              | 141  |
| 일본 (재팬 핫 100)               | 5    |
| 일본 핫 애니메이션 (빌보드 재팬) | 2    |
| 일본 (오리콘)                    | 94   |
| 일본 혼성 싱글 (오리콘)          | 2    |

## 트랙 구성
- 디지털 다운로드 및 스트리밍[48]

1. "가이부쓰" (怪物) – 3:26

- 디지털 다운로드 및 스트리밍 (영어 버전)[49]

1. "Monster" – 3:26

- CD 싱글[9]

1. CD
  1. 〈가이부쓰〉 – 3:26
  2. "야사시 스이세이" – 3:35
  3. "가이부쓰" (TV 사이즈 버전) – 1:30
  4. "야사시 스이세이" (TV 사이즈 버전) – 1:26
2. DVD (한정판)
  1. "TV 애니메이션 BEASTARS 시즌 2 오프닝 논크레딧 비디오/Yoasobi "Kaibutsu""
  2. "TV 애니메이션 BEASTARS 시즌 2 엔딩 논크레딧 비디오/Yoasobi "Yasashii Suisei""
3. 블루레이 (팬클럽 한정판)
  1. "TV 애니메이션 BEASTARS 시즌 2 오프닝 논크레딧 비디오/Yoasobi "Kaibutsu""
  2. "TV 애니메이션 BEASTARS 시즌 2 엔딩 논크레딧 비디오/Yoasobi "Yasashii Suisei""
  3. "다분" (어쿠스틱 세션)
  4. "아노 유메오 나조테" (어쿠스틱 세션)

## 크레딧
본 크레딧은 앨범 《The Book 2》의 음반 설명과 유튜브의 〈가이부쓰〉 악곡 설명을 참조하였다.
| 노래 - Ayase – 프로듀서, 작사가 - Ikura – 보컬 - AssH – 기타 - Paru Itagaki – 기반 스토리 작가 - Takayuki Saitō – 보컬 녹음 - Masahiko Fukui – 믹싱 - Kazuyoshi Saitō – 앨범 커버 디자인 | 뮤직 비디오 - Rina Mitsuzumi – 감독 - Jun Matsuda – 모션 그래픽 - Cafuu – 모션 그래픽 - Kaori Onishi – 2D 애니메이션 - AI Rinna – 디자인 서포터 |